# Stigmata (Arch-Enemy-Album)
Stigmata ist das zweite Studioalbum der schwedischen Melodic-Death-Metal-Band Arch Enemy. Es wurde im Mai 1998 bei Century Media veröffentlicht. Es ist das einzige Album der Band mit dem ersten Bassisten Martin Bengtsson.

## Entstehung
Das Album wurde im Oktober 1997 sowie im Januar 1998 im schwedischen Studio Fredman aufgenommen. Produzenten waren Fredrik Nordström und Gitarrist Michael Amott. Im Studio Fredman wurde das Album auch abgemischt. Sessionschlagzeuger Peter Wildoer spielte Schlagzeug bei allen Songs außer Beast of Man und Diva Satanica. Hier übernahm wieder – wie schon beim ersten Album Black Earth und dann ab 1999 als fester Schlagzeuger der Band – Daniel Erlandsson. Produzent Nordström spielte einen Konzertflügel und die übrigen Keyboards. Das Coverartwork stammt von Kris Verwimp, das weitere Artwork von Segerfalk X.

## Veröffentlichung
Das Album erschien erstmals im März 1998 in Japan, in anderen Ländern erfolgte die Veröffentlichung später, etwa im Mai des Jahres.

## Titelliste
Alle Titel stammen von Michael Amott, außer wo angegeben.
| Nr.          | Titel                        | Text                  | Musik                       | Länge |
| ------------ | ---------------------------- | --------------------- | --------------------------- | ----- |
| 1.           | Beast of Man                 |                       | M. Amott, Christopher Amott | 3:36  |
| 2.           | Stigmata (Instrumental)      |                       |                             | 2:12  |
| 3.           | Sinister Mephisto            |                       |                             | 5:46  |
| 4.           | Dark of the Sun              |                       | M. Amott, C. Amott          | 7:00  |
| 5.           | Let the Killing Begin        | Johan Liiva, M. Amott | M. Amott, C. Amott          | 5:19  |
| 6.           | Black Earth                  | Liiva, M. Amott       |                             | 6:39  |
| 7.           | Tears of the Dead            |                       |                             | 5:56  |
| 8.           | Vox Stellarum (Instrumental) |                       | Fredrik Nordström           | 2:08  |
| 9.           | Bridge of Destiny            |                       | M. Amott, C. Amott          | 7:44  |
| Gesamtlänge: | Gesamtlänge:                 | Gesamtlänge:          | Gesamtlänge:                | 46:22 |

| Nr. | Titel                                                      | Text            | Musik                      | Länge |
| --- | ---------------------------------------------------------- | --------------- | -------------------------- | ----- |
| 10. | Hydra (Instrumental; von der japanischen Ausgabe)          |                 | C. Amott, Nordström        | 0:57  |
| 11. | Diva Satanica (von der japanischen Ausgabe)                |                 | M. Amott, C. Amott         | 3:44  |
| 12. | Damnation’s Way (von der japanischen Ausgabe)              | Liiva, M. Amott | Liiva, M. Amott            | 3:50  |
| 13. | Diva Satanica (von Burning Japan Live 1999)                |                 | M. Amott, C. Amott         | 4:05  |
| 14. | Beast of Man (von Burning Japan Live 1999)                 |                 | M. Amott, C. Amott         | 3:38  |
| 15. | Bass Intro/Tears of the Dead (von Burning Japan Live 1999) |                 | M. Amott, Sharlee D’Angelo | 6:05  |
| 16. | Bridge of Destiny (von Burning Japan Live 1999)            |                 | M. Amott, C. Amott         | 5:42  |

| Nr. | Titel                        | Text            | Musik               | Länge |
| --- | ---------------------------- | --------------- | ------------------- | ----- |
| 1.  | Beast of Man                 |                 | M. Amott, C. Amott  | 3:36  |
| 2.  | Stigmata (Instrumental)      |                 |                     | 2:12  |
| 3.  | Sinister Mephisto            |                 |                     | 5:46  |
| 4.  | Dark of the Sun              |                 | M. Amott, C. Amott  | 7:00  |
| 5.  | Let the Killing Begin        | Liiva, M. Amott | M. Amott, C. Amott  | 5:19  |
| 6.  | Black Earth                  | Liiva, M. Amott |                     | 6:39  |
| 7.  | Hydra (Instrumental)         |                 | C. Amott, Nordström | 0:57  |
| 8.  | Tears of the Dead            |                 |                     | 5:56  |
| 9.  | Diva Satanica                |                 | M. Amott, C. Amott  | 3:43  |
| 10. | Damnation’s Way              | Liiva, M. Amott | Liiva, M. Amott     | 3:49  |
| 11. | Vox Stellarum (Instrumental) |                 | Nordström           | 2:08  |
| 12. | Bridge of Destiny            |                 | M. Amott, C. Amott  | 7:44  |

## Rezeption
Das Album wurde gemischt aufgenommen. Jason Anderson von Allmusic bemerkte, dass „as often happens with highly anticipated follow-ups, Stigmata disappointed some fans with what some called a more restrained sound and lesser material“. Er kritisierte Sänger Johan Liiva und die Arbeit mit Sessionschlagzeuger Peter Wildoer. Allerdings seien diese Probleme „really minor when balanced against Amott’s massive playing and songwriting, so while Stigmata is a fraction off from the band’s debut form, Arch Enemy still delivers some nice melodic death metal on the sophomore effort.“ Die Bewertung lag bei drei von fünf Sternen.
Das Album war 1999 für den Grammis in der Kategorie Hardrock/Metal nominiert.